# Sinopotamon yangtsekiense
Sinopotamon yangtsekiense är en kräftdjursart. Sinopotamon yangtsekiense ingår i släktet Sinopotamon och familjen Potamidae. IUCN kategoriserar arten globalt som livskraftig. Inga underarter finns listade i Catalogue of Life.